# Carlia pectoralis
Carlia pectoralis — вид сцинкоподібних ящірок родини сцинкових (Scincidae). Ендемік Австралії.

## Поширення і екологія
Carlia pectoralis мешкають на північному сході штату Квінсленд, від національного парку Блекдаун-Тейблленд і затоки Шоалвотер на захід до Великого Вододільного хребта і на південь до району Брисбена. Вони живуть у відкритих евкаліптових лісах і рідколіссях, серед купин трави.